# Dinozauri din România
Dinozaurii din România au fost determinați exclusiv în depozite de vârstă cretacică. Fosilele de dinozauri din Cretacicul inferior au fost identificate într-o mină de bauxită din județul Bihor, în care găsit mii de oase și fragmente. Dinozaurii din Cretacicul superior au fost descoperiți în Bazinul Hațegului încă de la sfârșitul secolului al XIX-lea, unde, pe lângă fosile ale adulților, s-au descoperit cuiburi cu ouă de dinozaur și pui. Deși timpul de existență de celor două faune de dinozauri sunt despărțite de 60 de milioane de ani, prezintă câteva trăsături comune: predominanța ornitopodelor, absența teropodelor mari (deși ansamblul din Hațeg include multe teropode mici) și, în general, dimensiunea redusă a indivizilor (nanism insular).

## Istoricul cercetării
Descoperirea oaselor de dinozaur într-o mină de bauxită de la Brusturi-Cornet, lângă Oradea, a fost făcută accidental de doi mineri în 1978, în timpul exploatării minereului. În depozitele de bauxită din etajul Berriasian de la Cornet s-au identificat circa 10.000 de oase și fragmente osoase, majoritate aparținând dinozaurilor ornitopode și mai rar pterozaurienilor.
În anii `80, sec. XX, Dan Alexandru Grigorescu a reluat cercetările paleontologice din zona Hațegului, după o întrerupere de peste 60 de ani de la activitatea lui Franz Nopcsa în regiune.

## Paleogeografie

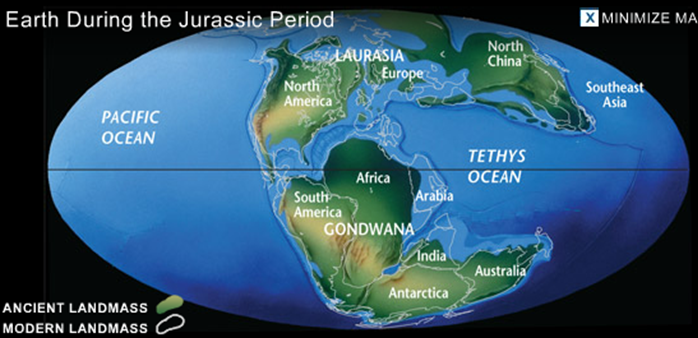
Pământul în timpul perioadei Jurasic

În timpul existenței dinozaurilor, regiunea fosiliferă reprezenta un arhipelag de insule vulcanice și corali, asemănător Caraibelor sau Indoneziei de azi, amplasat la estul Oceanului Piemont-Liguria.

## Reprezentanți
Printre speciile de dinozauri: Zalmoxes, Telmatosaurus, Balaur, Rhabdodon, Magyarosaurus, Struthiosaurus și pterozaurieni: Hatzegopteryx.